# Secrétariat social
En Belgique, le secrétariat social est un organisme qui se charge d’un certain nombre de tâches administratives pour d’autres entreprises ou employeurs. Il s’agit d’une combinaison de services touchant aussi bien l’administration salariale, la gestion du personnel que l’assistance socio-juridique. 
Le secrétariat social est censé fournir les services minimums suivants :
- calcul des salaires, y compris le précompte professionnel, le pécule de vacances, les primes de fin d’année, les indemnités de préavis et autres compléments,
- émission des documents sociaux afférents tels que fiche de salaire,
- formalités administratives relatives à l’incapacité de travail, l’absentéisme, le congé éducation payé, le crédit-temps, la prépension, ...
- émission des documents et déclarations électroniques requises par les autorités comme les calculs ONSS, la déclaration de précompte professionnel, la déclaration immédiate à l’emploi électronique (Dimona), la déclaration multifonctionnelle des données salariales et relatives au temps de travail (DmfA), …
- perception et versement des cotisations destinées à l’Office national de la Sécurité sociale (ONSS),
- perception et versement du précompte professionnel,
- conseils socio-juridiques à l’employeur dans le cadre de l’occupation de personnel, des absences et du licenciement.

Au moins 90 % des entreprises belges ont recours aux services d’un secrétariat social. Un secrétariat social doit être agréé par le Service Public Fédéral Sécurité Sociale. On dénombrait 38 secrétariats sociaux (succursales comprises) agréés en 2009. Les secrétariats sociaux agréés sont réunis au sein de l’Union des Secrétariats Sociaux Agréés (USS).